# Rolling Star
Rolling Star è un brano musicale della cantante giapponese Yui, pubblicato come suo ottavo singolo il 17 gennaio 2007. Il brano è incluso nell'album Can't Buy My Love, secondo lavoro della cantante. Il singolo ha raggiunto la quarta posizione della classifica Oricon dei singoli più venduti in Giappone, vendendo 169.277 e venendo certificato disco d'oro. Il brano è stato utilizzato come quarta sigla dell'anime Bleach, dal novantottesimo al centoventesimo episodio.

## Tracce
CD Singolo SRCL-6468
1. Rolling star
2. Winter Hot Music
3. I remember you ~YUI Acoustic Version~
4. Rolling star ~Instrumental~

## Classifiche
| Classifica (2007) | Posizione più alta |
| ----------------- | ------------------ |
| Giappone (Oricon) | 4                  |